# Synagoge Bruck an der Leitha

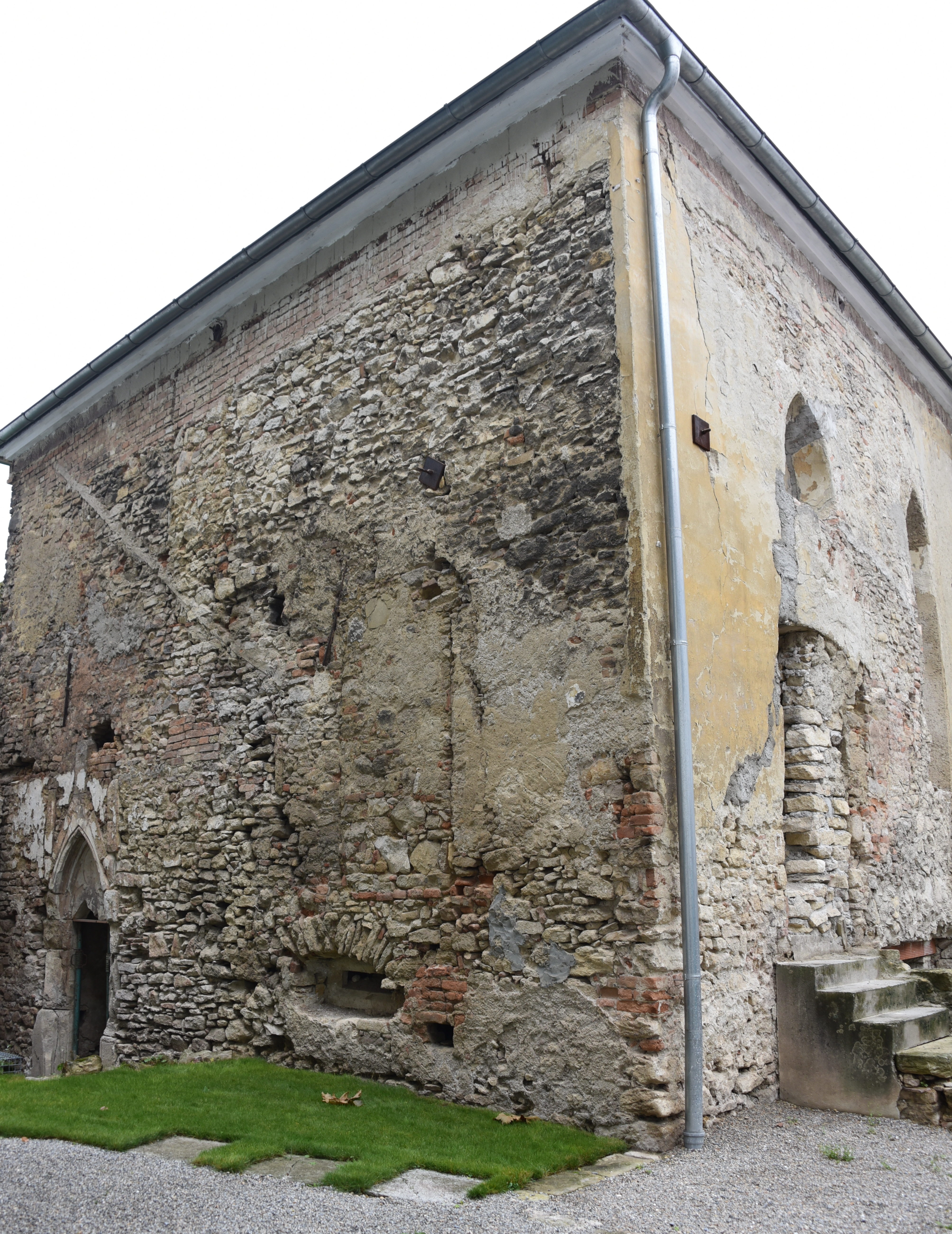
Ansicht der Synagoge mit dem ursprünglichen Eingang links und den beiden nach Einzug der Zwischendecke neu durchgebrochenen Eingängen rechts

Die Synagoge Bruck an der Leitha war eine Synagoge in der niederösterreichischen Bezirkshauptstadt Bruck an der Leitha. Ihr Alter wird auf etwa 700 Jahre geschätzt. Sie ist eine der am besten erhaltenen mittelalterlichen Synagogen, wie sie in vielen kleineren mitteleuropäischen Gemeinden zwischen dem Ende des 13. und der Mitte des 15. Jahrhunderts errichtet wurden. Lange wurde sie als „Nikolauskapelle“ für ein christliches Bauwerk gehalten und als solches im Dezember 1938 unter Denkmalschutz gestellt.

## Lage
Die Synagoge in der heutigen Schillerstraße ist von den umlaufenden Straßen nicht zu sehen und aktuell nur über den Durchgang des ebenfalls denkmalgeschützten Wohnhauses in der Schillergasse 9 erreichbar. Auf der Ostseite schließt das Brucker Rathaus an. Die Synagoge ist nicht öffentlich zugänglich.

## Geschichte
Nach aktuellen Abschätzungen wurde die Synagoge um 1300 errichtet. Bis jetzt wurden keine Aufzeichnungen über Judenverfolgungen in Bruck im Mittelalter gefunden, es kann aber angenommen werden, dass die jüdische Bevölkerung nicht von den Vertreibungen des frühen 15. Jahrhunderts (Wiener Gesera) verschont blieb. Daher wurde das Gebäude vermutlich nur kurze Zeit als jüdischer Versammlungsort und jüdisches Gebetshaus verwendet. Nach 1420 wurde es profaniert. Das Gebäude wurde in der Folge immer wieder für neue Verwendungen angepasst und dabei teils stark umgebaut. Zuletzt stand die Synagoge leer, es wurden nur die notwendigsten Erhaltungsmaßnahmen durchgeführt.
Die Nikolauskapelle, für die die Synagoge lange gehalten wurde, wurde 1248 urkundlich erwähnt, 1485 in einer Urkunde am (Haupt)Platze lokalisiert. Im Dezember 1938, bereits nach dem „Anschluss“, wurde die Synagoge als „erhaltenswertes kunstgeschichtlich hervorragendes kirchliches Bauwerk mit einem gotischen Rippengewölbe im Inneren“ unter Denkmalschutz gestellt. Die Verwechslung bestand bis in die 1980er-Jahre, ehe der ungarische Kunsthistoriker Dávid Ferenc 1984 erstmals die gängige Meinung in Frage stellte. Aber bereits in den Stadtchroniken von Carl Klose aus dem Jahr 1855 und von Josef Christelbauer aus dem Jahr 1920 wurde das Gebäude mit der Synagoge der mittelalterlichen Gemeinde in Verbindung gebracht.

## Baubeschreibung
Das Gebäude in Bruck an der Leitha hebt sich von anderen jüdischen Gebetshäusern ähnlicher Bauart, die im ehemaligen Erzherzogtum Österreich weit verbreitet waren, durch seine gestalterischen Merkmale ab, wie die bemerkenswerte und in Österreich einmalige Einwölbung mit einer zusätzlichen Rippe an den Schmalseiten, sowie durch seinen guten Erhaltungszustand.
Die Brucker Synagoge ist ein einfacher, zweijochiger Saalbau und gehört zu den eher kleineren Synagogen. Ihr Hauptraum misst nur rund 50 m². Das Gebäude ist ungefähr in Ost-West-Richtung orientiert, der Haupteingang liegt an der Südseite. Die Außenmaße betragen 9,8 × 7,5 m, die Grundfläche etwa 70 m²; die Innenmaße 8 × 6 m, der Grundriss ist leicht zu einem Trapez verzogen. Der gut 6 m hohe Saal (im Gewölbescheitel) wurde nachträglich (1420/1421) durch ein einfaches Tonnengewölbe in ein Ober- und Untergeschoß geteilt.
Die Bausubstanz des Haupttrakts ist weitgehend erhalten. Die Nebentrakte und Vorbauten, in denen die Eingangsbereiche, die Frauenschul usw. eingerichtet waren, sind heute nicht mehr vorhanden; auf Aufnahmen aus den späten 1970er und frühen 1980er Jahren waren diese Anbauten jedoch noch erkennbar. Das Dach wurde mehrmals erneuert, das jetzige Dach ist ein flaches Walmdach aus dem 20. Jahrhundert. Das Originaldach war wohl erheblich steiler.
Bis zur Traufhöhe befindet sich das Gebäude äußerlich noch weitgehend im Originalzustand, die Veränderungen betreffen hier hauptsächlich die Zugänge zum Innenraum: Der ursprüngliche Eingang von Süden erfolgte durch ein spitzbogiges Portal, das lange Zeit vermauert und unter dem umgebenden Bodenniveau begraben war. Im Jahr 2012 wurde es im Rahmen von archäologischen Grabungen wieder freigelegt. Seit dem Einbau eines Kellergewölbes rund drei Meter über dem ursprünglichen Fußboden war der Zugang zu den beiden Geschoßen nun durch neu durchgebrochene einfache Türen an der Ostseite möglich. Dafür wurden die beiden ostseitigen Fenster verkleinert. Die beiden Spitzbogenfenster an der gegenüberliegenden Westwand sind noch fast unverändert, an der Nordwand, dem ursprünglichen Eingang gegenüber, gibt es ein weiteres erhaltenes Spitzbogenfenster, das bis 2012 vollständig verschlossen war.

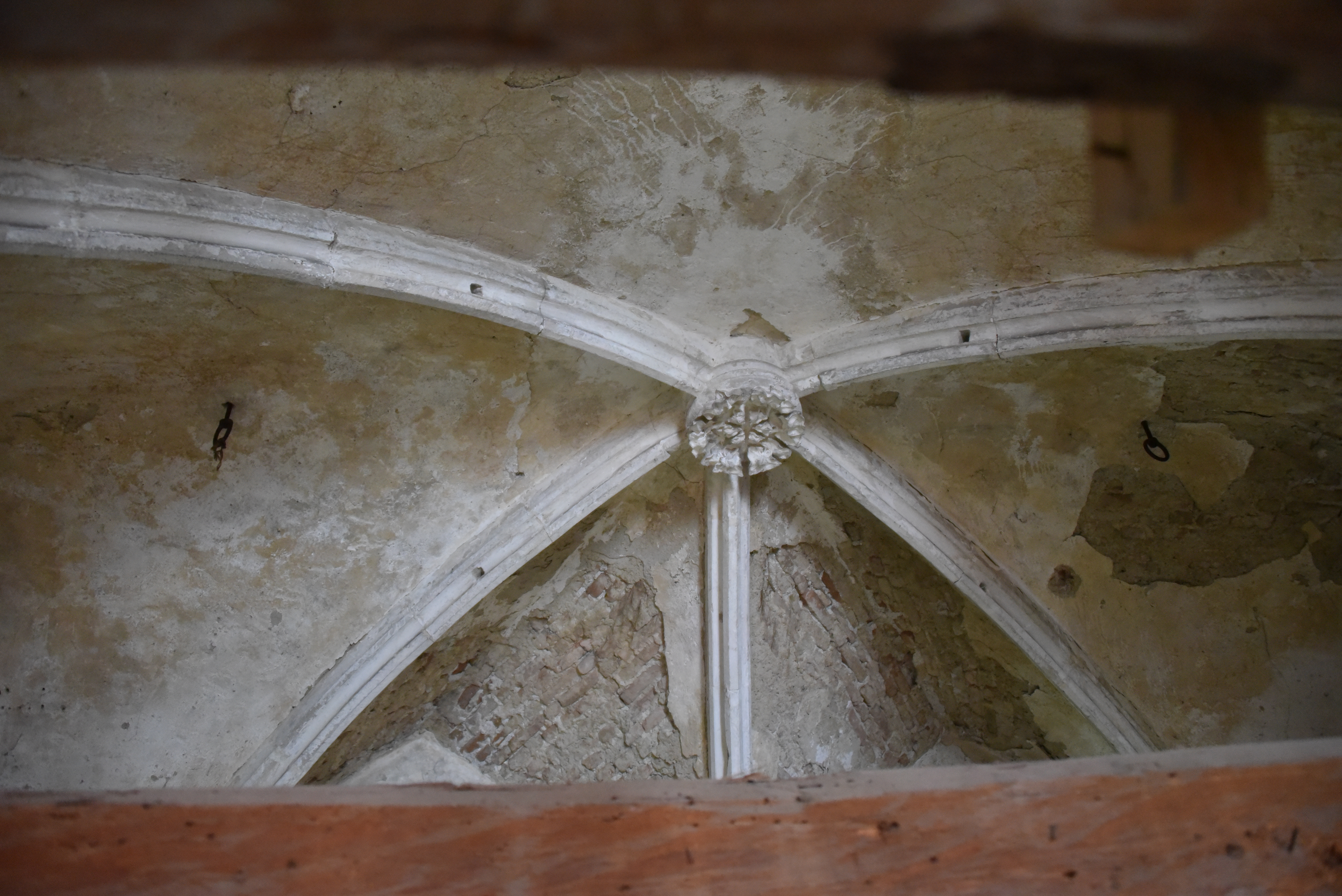
Gewölbe

Eine Besonderheit des Innenraumes ist die Ausführung des Gewölbes: Das zweijochige Kreuzrippengewölbe hatte zwei zusätzliche Rippen, die zur Mitte der Ost- beziehungsweise der Westwand verliefen, womit vier gleiche Wandansichten erzielt wurden. Die Ostrippe mündete weit über den anderen Rippen in eine Konsole, da sich unter ihr der Toraschrein befunden hatte. Heute ist nur noch die Westrippe vorhanden, an der Ostseite fehlen die Rippe wie auch die Konsole. Mehrere verschlossene Öffnungen, wie sie von Sehschlitzen anderer Synagogen bekannt sind, lassen Vorbauten vermuten.
Eindeutige Beweise für eine Errichtung oder Nutzung des Gebäudes als Synagoge fehlen, jedoch unterstützen einige bauliche Merkmale die Einordnung als mittelalterliche Synagoge, so die Seh- und Hörschlitze zwischen dem Frauen- und dem Hauptraum, das Fehlen jeglichen christlichen Bauschmucks; die Hinterhofsituation beziehungsweise die Zurücksetzung von den umgebenden Straßen, die typische Portalschwelle und die Ausbildung der Kreuzrippenjoche mit dem Höhenunterschied der beiden mittleren Gewölberippen, um Platz für den Toraschrein zu schaffen.

## Künftige Verwendung

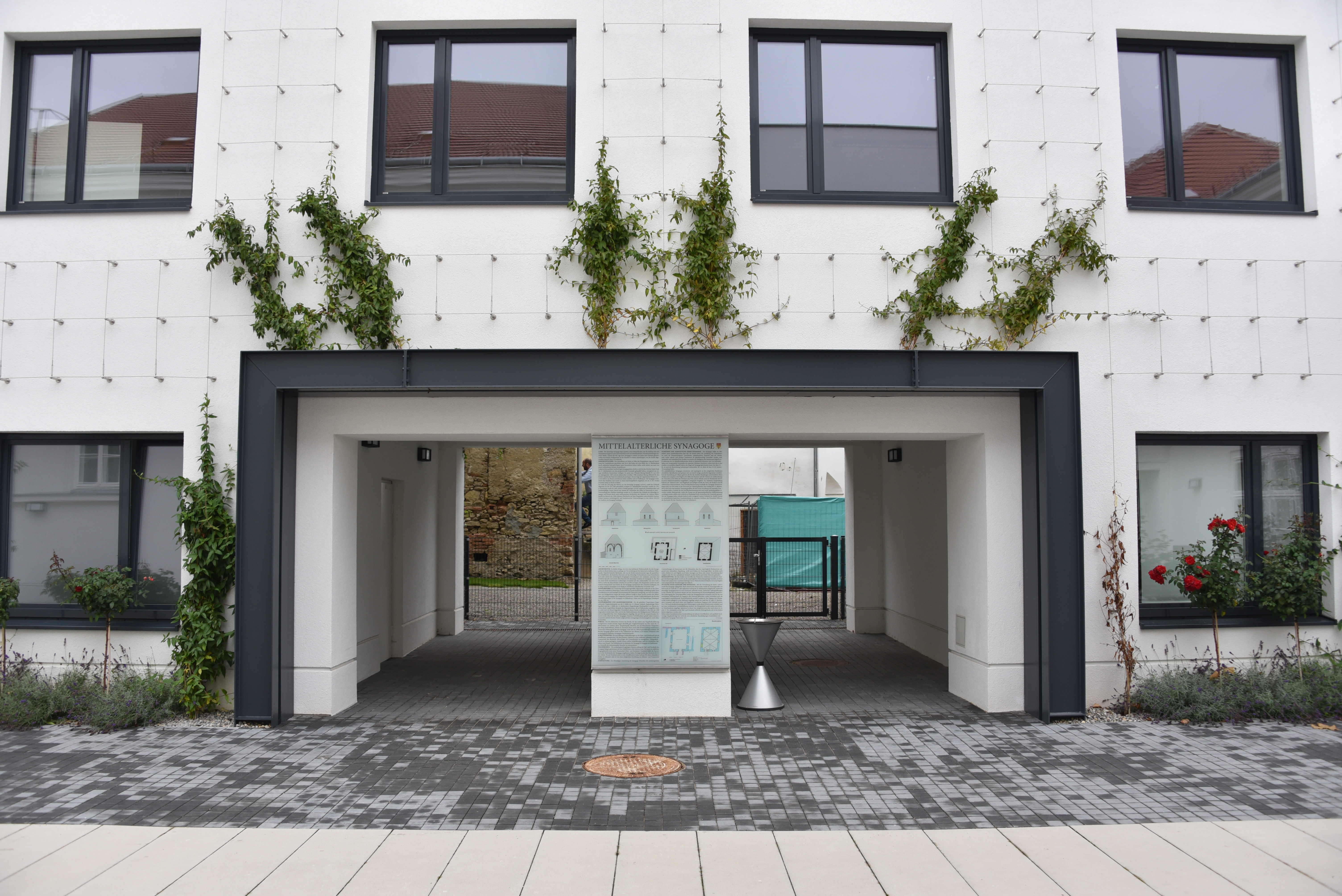
Durchgang vom Rathaus zur Synagoge, mit Erinnerungstafel

Am 29. Juni 2015 beschloss der Gemeinderat der Stadtgemeinde Bruck an der Leitha einstimmig den Ankauf des Grundstücksteiles und der Synagoge zum Preis von 80.000 Euro. Im Rahmen der Generalsanierung des daneben liegenden Rathauses von Bruck an der Leitha wurde ein Durchgang geschaffen und eine Erinnerungstafel angebracht. Derzeit ist die Synagoge wegen Baufälligkeit nicht öffentlich zugänglich. Künftig wird sie jedoch durch den Rathaushof und den neuen Durchgang öffentlich zugänglich sein.
Das Gebäude wird saniert und die nachträglich eingebaute Zwischendecke entfernt werden. Die Gemeinde plant aus dem Gebäude einen kleinen und zentral gelegenen Veranstaltungsort zu machen. Ein genaues Nutzungskonzept wurde noch nicht festgelegt.

## Quelle
- René Kommer: Die Synagoge in Bruck an der Leitha. (PDF) Oktober 2015, abgerufen am 6. September 2016 (Diplomarbeit).